# Skånesaurus 1

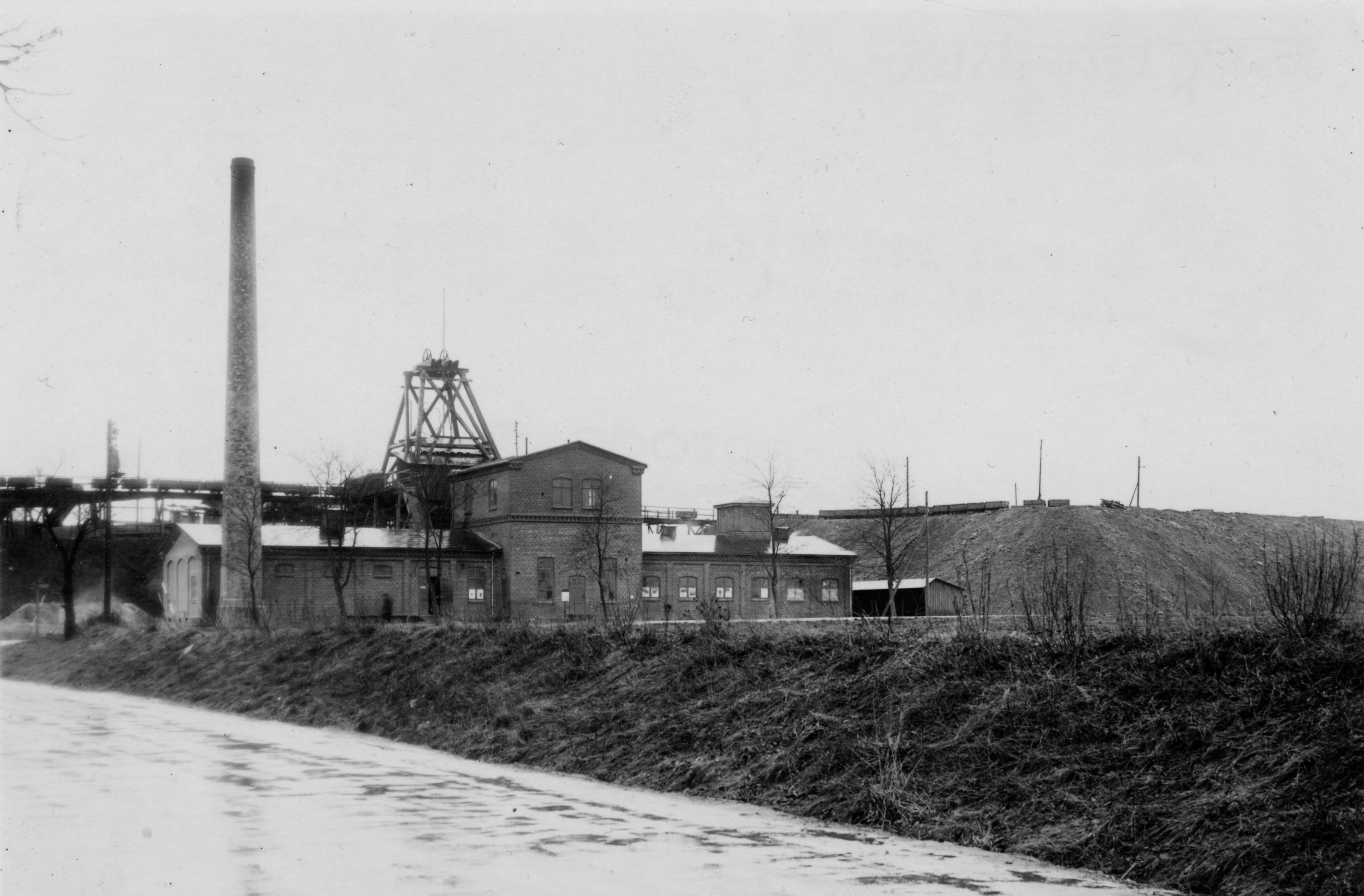
Schakt Albert (Norra Albert)

Skånesaurus 1 är, liksom Skånesaurus 2 och Skånesaurus 3, arbetsnamn för tre tidigare okända arter av dinosaurier. De har hittats vid paleontologiska undersökningar, i en lertäkt vid den tidigare gruvan Norra Albert, norr om Billesholm i Bjuvs kommun i Skåne. Fynden ingår i en stor mängd fynd som under perioden 2015–2022 grävts fram av Uppsala universitet i Norra Albert, under ledning av paleontologen Grzegorz Niedźwiedzki vid Uppsala universitet. Någon vetenskaplig rapport om de nya arterna har ännu (i maj 2023) inte publicerats, och arterna har ännu inte några officiella namn. 
Av de tre arterna är en köttätare och två växtätare. Rovdinosaurien kan ha varit upp till tio meter lång, av de drygt 200 miljoner år gamla fotspåren att döma. Att köttätande dinosaurier av denna storleken fanns så tidigt som under yngre trias, var tidigare inte känt.
Fynden från utgrävningen innehåller inga kompletta skelett, men ett flertal välbevarade ben. 90 procent av det insamlade benmaterialet hör förmodligen till en individ som var en ganska stor rovdinosaurie.Andra ben tillhör troligen en annan, mycket stor rovdinosaurie. Det har också hittats en uppsättning med stora tänder, spår av växtätande dinosaurier samt fossil från många andra dåtida växter. 
Fynden analyseras på Evolutionsmuseet i Uppsala.